# Ada Egede-Nissen

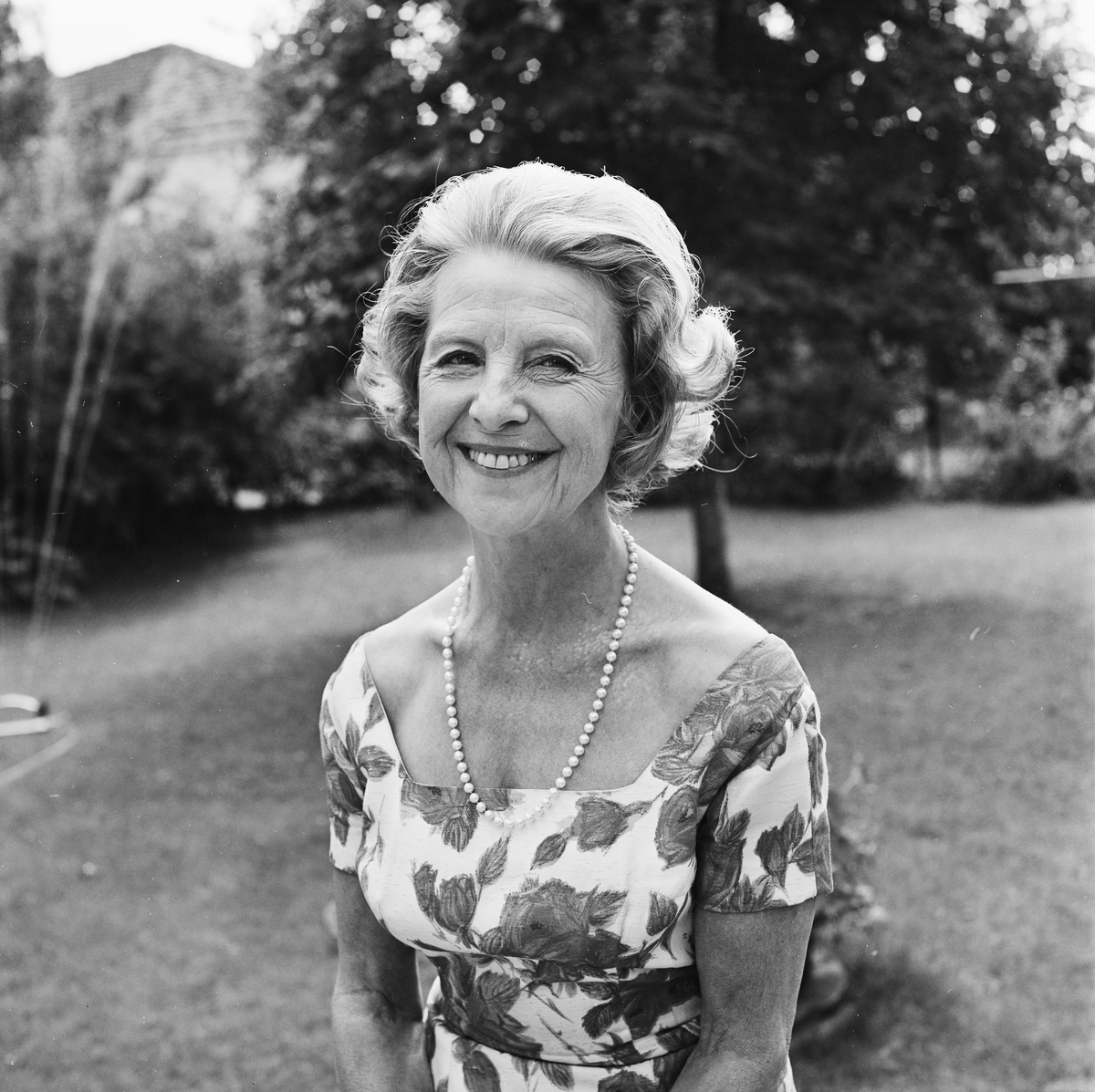
Ada Egede-Nissen (1966)

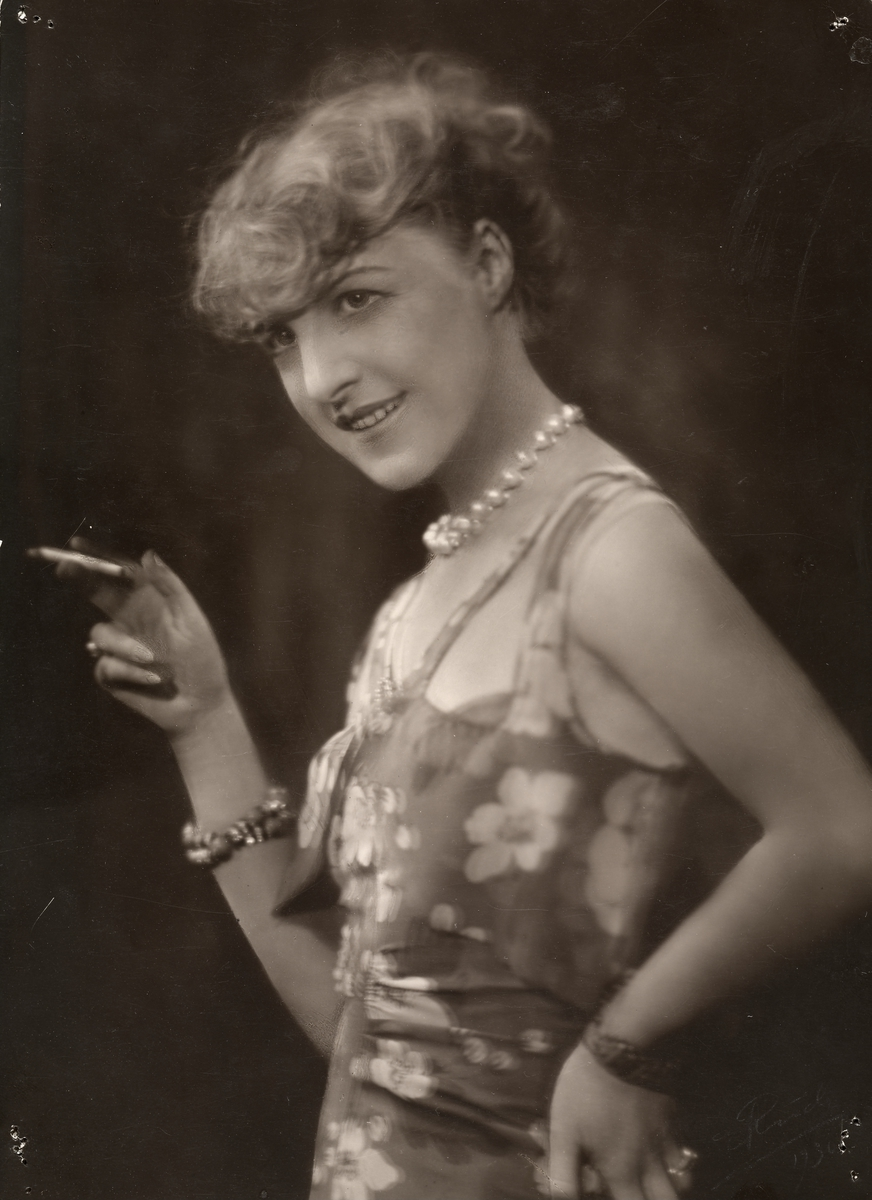
Ada Egede-Nissen während eines Auftrittes in Don Juan am Det Nye Teater (1930).

Ada Egede-Nissen, auch Ada Kramm bzw. Ada van Ehlers (* 14. März 1899 in Vardø; † 17. Dezember 1981 in Oslo, Norwegen) war eine norwegische Schauspielerin.

## Leben
Ada Egede-Nissen wurde als Tochter des Postbeamten und Politikers Adam Egede-Nissen und dessen Ehefrau Georga «Goggi» Wilhelma Egede-Nissen in Vardø geboren. Sie hatte zehn Geschwister, von denen sechs ebenfalls Schauspieler waren: Aud Egede-Nissen (1893–1974), Gerd Grieg (1895–1988), Oscar Egede-Nissen (1903–1976), Stig Egede-Nissen (1907–1988), Lill Egede-Nissen (1909–1962), Gøril Havrevold (1914–1992). Im Alter von elf Jahren zog sie mit ihrer Familie nach Stavanger, und Ada Egede-Nissen begann dort ihre Schauspielausbildung. 1916 gab sie ihr Bühnendebüt.
Im Jahr 1981 starb sie im Alter von 82 Jahren und wurde auf dem Friedhof Vestre gravlund in Oslo beerdigt.

## Filmografie (Auswahl)
- 1917: Erblich belastet
- 1917: Der Kampf um den Sturmvogel
- 1919: Luxuspflänzchen
- 1928: Schneeschuhbanditen
- 1932: Der weiße Gott
- 1964: Bernardas hus (TV)
- 1975: Hedda Gabler (TV)
- 1979: Die Erbschaft